# Tabernanthe iboga
Tabernanthe iboga és una planta que pertany a la família Apocynaceae. Prolifera als boscos de Gabon, Congo i l'oest d'Àfrica. Aquest arbust creix a Gabon i altres països de l'Àfrica central.

## Morfologia
És un arbust d'1 a 1,5 m d'altura, té un làtex copiós, blanc i d'olor desagradable. Les fulles són ovalades, generalment de 9 a 10 cm d'ample i d'un color verd-groc a l'anvers. Les flors creixen amb grups de 5 a 12 flors i tenen una corol·la amb forma de tub, es fa més ampla a la boca. Són de color groc, roses o blanques amb taques rosa. El fruit és ovoide, amb la punta d'un groc ataronjat i es presenta a parells, poden arribar a ser grans com olives.

## Etnologia
L'escorça de l'arrel ha estat utilitzada tradicionalment pels membres de la societat Bwiti en cerimònies religioses. Utilitzen aquesta arrel pel seu efecte hipnòfug i la seva capacitat d'augmentar la resistència al cansament.

## Toxicologia
La part tòxica de la planta és l'arrel.